# Visconde de Lancastre
Visconde de Lancastre é um título nobiliárquico criado por D. Luís I de Portugal, por Decreto de 20 de Agosto de 1866, em favor de D. António Manuel de Saldanha e Lancastre, depois 1.º Conde de Lancastre.
Titulares
1. D. António Manuel de Saldanha e Lancastre, 1.º Visconde e 1.° Conde de Lancastre.